# Trigonotarbida
I trigonotarbidi (Trigonotarbida) sono un gruppo di aracnidi estinti simili a ragni, vissuti tra il Siluriano e il Permiano inferiore (420 – 280 milioni di anni fa). Sono conosciuti tramite resti fossili ritrovati in Europa e in Nordamerica. Tra i trigonotarbidi più noti, da ricordare Eophrynus, Trigonotarbus, Eotarbus, Lissomartus e Palaeocharinus.

## Descrizione
Come i ragni, a cui erano strettamente imparentati, i trigonotarbidi possedevano otto zampe e un paio di pinze (pedipalpi), mentre il corpo era diviso in due parti principali (cefalotorace e addome). Un tempo si pensava che questi animali fossero sprovvisti delle strutture che, nei ragni, producono la tela; di recente, tuttavia, almeno un ritrovamento fossile sembrerebbe mostrare microtubercoli distinti posizionati sulle zampe posteriori, simili a quelli usati dai ragni per dirigere e manipolare la loro tela.
L'addome dei trigonotarbidi era notevolmente segmentato; l'esoscheletro era duro e chitinoso, e non vi era alcuna costrizione tra cefalotorace e addome, presente invece nei ragni. Le piastre dell'addome (tergiti) erano divise in mediane e laterali; questa caratteristica è condivisa con un altro gruppo di aracnidi, i ricinulei. Si pensa, quindi, che questi due gruppi fossero strettamente imparentati.

## Classificazione

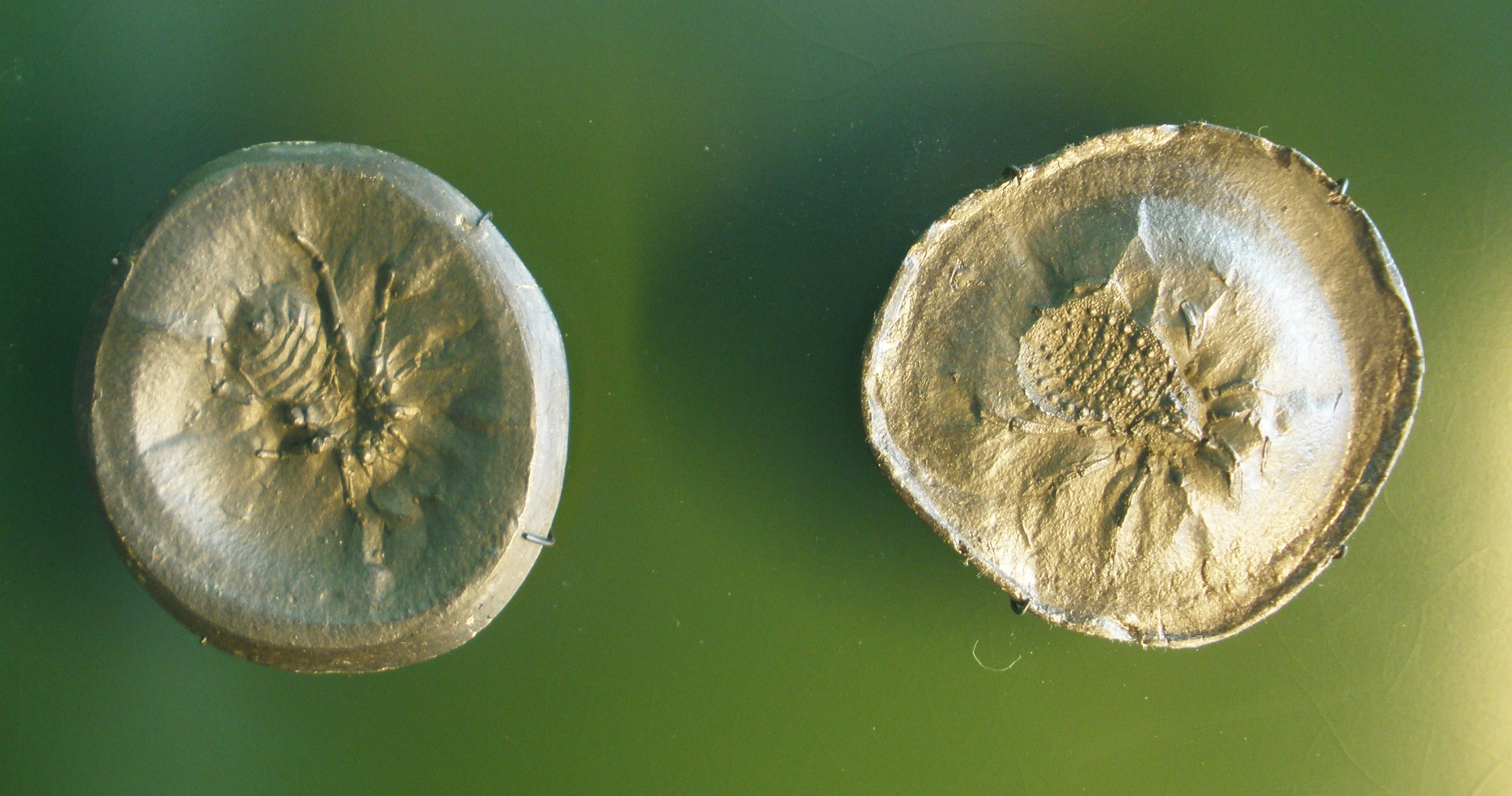
Fossile di Eophrynus prestwichii

Oltre alle possibili parentele con i ricinulei, alcuni paleontologi hanno ravvisato ulteriori somiglianze con forme primitive, note come tetrapulmonati (Tetrapulmonata); in ogni caso, sembra che i trigonotarbidi fossero un gruppo molto vicino al progenitore dei ragni veri e propri.

## Stile di vita
Le caratteristiche dei trigonotarbidi fanno supporre che questi animali fossero ben adatti a vivere sul terreno. Probabilmente erano dei predatori che tendevano agguati a piccoli animali presenti tra il fogliame marcescente nelle foreste carbonifere. Molti resti di trigonotarbidi, infatti, sono stati ritrovati tra le strutture di piante viventi al livello del terreno, tra le quali questi animali potevano avere la loro tana.

## Galleria d'immagini

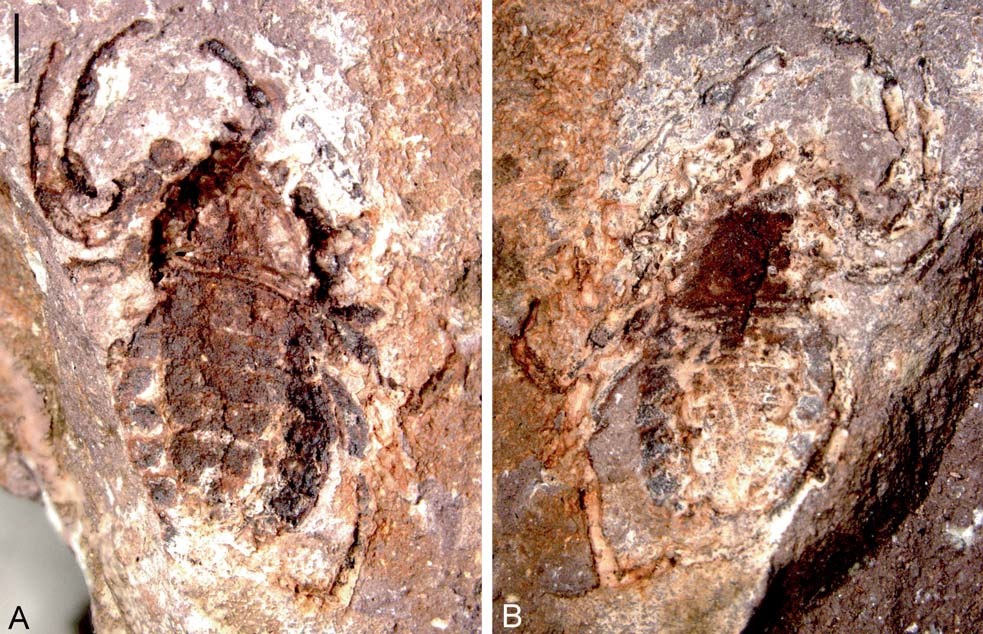
Fossile di Permotarbus schuberti
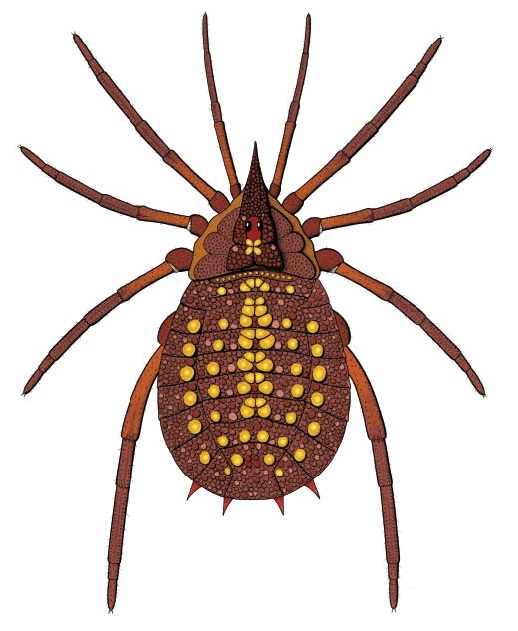
Ricostruzione di Eophrynus prestvicii
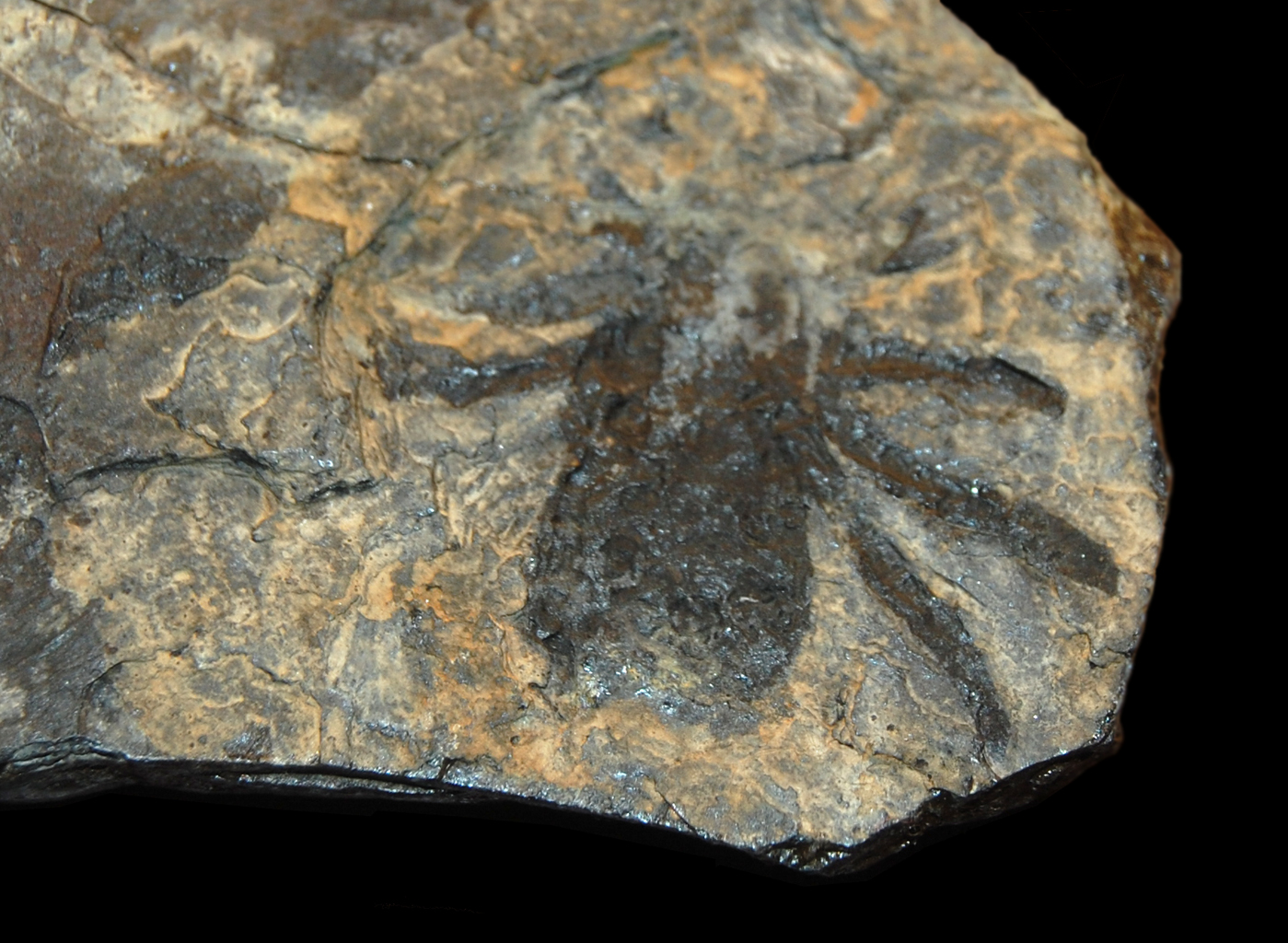
Fossile di Kreischeria
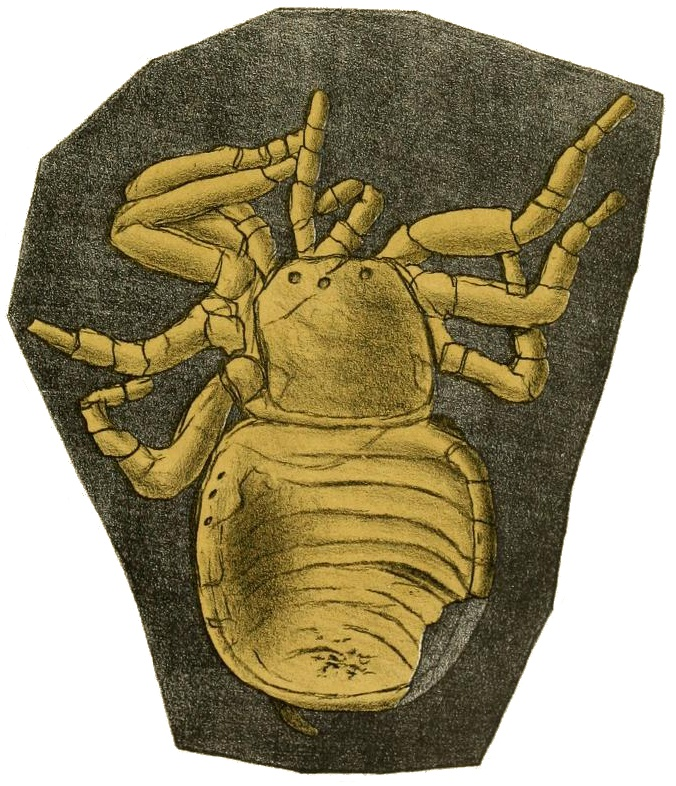
Illustrazione di un fossile di Promygale bohemica
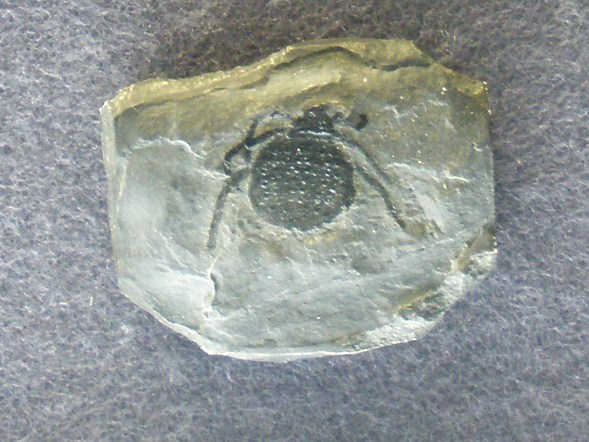
Fossile di Eophrynus nudus
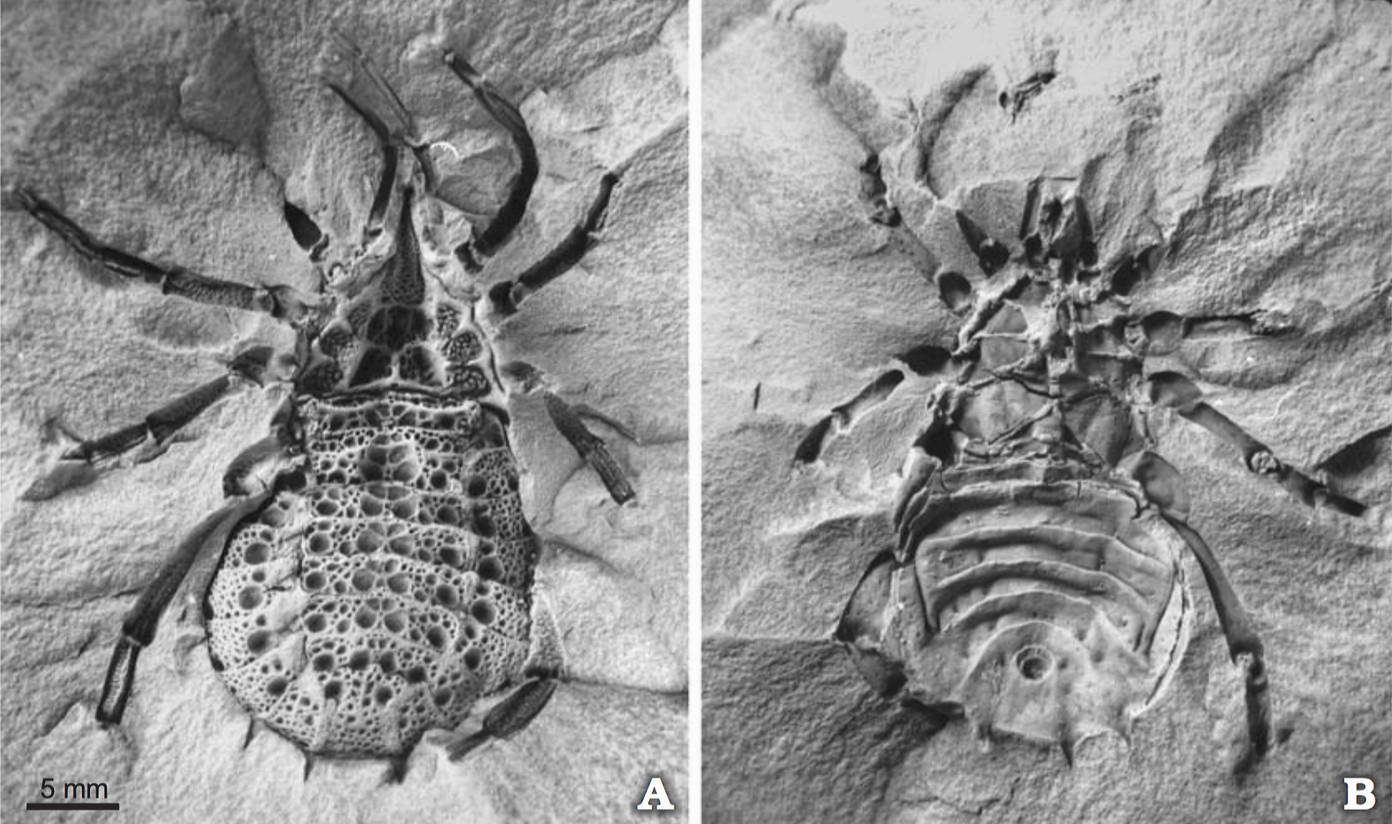
Fossile di Eophrynus prestvicii trattato con cloruro di ammonio per migliorare il contrasto
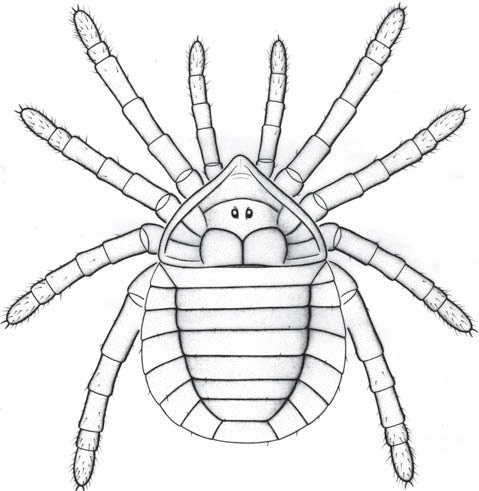
Ricostruzione di Archaeomartus roessleri

## Bibliografia

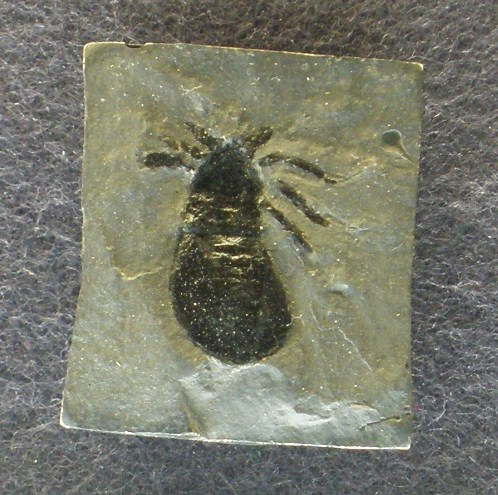
Fossile di Cryptomartus rebskei